# 고파도
고파도(古波島)는 충청남도 서산시 팔봉면에 위치한 면적이 1.01km2인 섬이다.

## 연혁
- 조선시대에는 서산군 문현면 고파도리와 태안군 북일도면 고파도리로 나뉘어 있다.[1]
- 나뉘어있던 두 동리가 1895년(고종32)의 행정구역 개편으로 하나로 합쳐져 태안군 북일면 고파도리로 되었다.
- 1994년의 행정구역 개편 때에는 태안군에서 서산군 팔봉면 고파도리가 되면서 현재까지 서산시 소속이다.

## 지명의 유래
고파도는 고려시대에 군사 파지도영(波知島營)이 있던 섬으로 사람들에 의해 파지도라고 불렸다. 그 후 조선 태종 때 파지도영이 팔봉면 호리로 수영을 옮기면서 옛파지도섬 또는 고파지도로 부른 데서 유래해 지금의 고파도(古波島)가 되었다.

## 인구현황
- 세대수 : 77명
- 인구수 : 143명(남:71, 여:72)[3]
- 세대수: 76명
- 인구수: 133명(남:68, 여:65)[4]

## 교통
가로림만 가운데에 위치해 간조가 되어도 뱃길을 이용치 않으면 드나들 수가 없다.

## 학교
- 팔봉초등학교 고파도분교

1962년 2월 2일, 팔봉국민학교 고파도분교로 설립 인가를 받았으며 총 졸업생 수는 7,511명(2013년기준)이다.
분교장 포함 교사 3명이 근무하고 있으며, 학생은 4명이 재학하였다(2014년 기준) 2021년 기준 총 학생수는 1명이다.